# 50 Cent: The Money and the Power
50 Cent: The Money and The Power é um reality show que foi exibido pela MTV Brasil, todas as segundas, às 22:30 h. Originalmente exibido pela MTV Americana, o reality, inspirado em no programa O Aprendiz, traz 14 jovens americanos em busca de ter o seu plano de negócios aprovado pelo rapper 50 Cent. O jovem escolhido ganha US$ 100 mil para investir em seu negócio. Em cada edição do programa, os jovens enfrentam desafios impostos pelo rapper e, um a um, vão sendo eliminados. O vencedor do programa foi Ryan, ganhando o prêmio de US$ 100 mil para investir em seu projeto.

## Participantes
- Cornbreadd
- Dajuan
- Derrick
- Jennifer
- Joanna
- Larry
- Meghan
- Musso
- Nathan
- Nikki
- Nima
- Precious
- Rebecca
- Ryan

## Episódios
| Episódio | Título                                                              | Título                                                              | Eliminado |
| #1       | Choose Your Crew Wisely Escolha Bem Sua Equipe                      | Choose Your Crew Wisely Escolha Bem Sua Equipe                      | Joanna Por ter feito uma fraca liderança                                                                        |
| #2       | Turn S... Into Sugar Transforme M... Em Açúcar                      | Turn S... Into Sugar Transforme M... Em Açúcar                      | Nathan Nima |
| #3       | Truth Equals Money Verdade É Igual A Dinheiro                       | Truth Equals Money Verdade É Igual A Dinheiro                       | Precious Por prejudicar sua equipe em vez de ajudá-los.                                                         |
| #4       | Respect the Hustle Respeite Quem Sabe Fazer Dinheiro                | Respect the Hustle Respeite Quem Sabe Fazer Dinheiro                | Rebecca - Por desistência Dajuan - Por não ter seguido a primeira regra do 50 Cent: "Escolha bem a sua equipe". |
| #5       | The Hustler's Eye A Visão De Quem Sabe Fazer Dinheiro               | The Hustler's Eye A Visão De Quem Sabe Fazer Dinheiro               | Jennifer (Jen) Por mostrar fracas habilidades de liderança.                                                     |
| #6       | Use Your Cents to Make Change Use Seus Centavos Para Fazer Mudanças | Use Your Cents to Make Change Use Seus Centavos Para Fazer Mudanças | Ninguém Devido ao fato de eles trabalharem numa boa causa, tentando conscientizar a população para o HIV/AIDS.  |
| #7       | Expand and Protect Your Turf Expanda E Proteja Seu Território       | Expand and Protect Your Turf Expanda E Proteja Seu Território       | Musso Nikki |
| #8       | Move From Demand to Supply Passe Da Demanda Ao Produto              | Move From Demand to Supply Passe Da Demanda Ao Produto              | Derrick Por 50 Cent não gostar do modo que ele se referiu à Mehgan.                                             |
| #9       | Knowledge Reigns Supreme O Conhecimento É Senhor Absoluto           | Knowledge Reigns Supreme O Conhecimento É Senhor Absoluto           | Mehgan |
| -------- | ------------------------------------------------------------------- | ------------------------------------------------------------------- | --- |
| #10      | Crush Your Competition Quebre A Concorrência                        | Crush Your Competition Quebre A Concorrência                        | Cornbreadd Larry                                                                                                |
| #10      | VENCEDOR: RYAN                                                      |                                                                     | |

## Desempenho
| Pos. | Participantes | Equipes      | Equipes    | Equipes      | Equipes    | Equipes    | Equipes    | Equipes     |
| Pos. | Participantes | Episódio 1-3 | Episódio 4 | Episódio 5-6 | Episódio 7 | Episódio 8 | Episódio 9 | Episódio 10 |
| ---- | ------------- | ------------ | ---------- | ------------ | ---------- | ---------- | ---------- | ----------- |
| 1º   | Ryan          | Poder        | Poder      | Poder        | Poder      | Poder      | Individual | c/ Nikki    |
| 2º   | Larry         | Dinheiro     | Dinheiro   | Dinheiro     | Dinheiro   | Dinheiro   | Individual | c/ Derrick  |
| 3º   | Cornbreadd    | Dinheiro     | Dinheiro   | Dinheiro     | Poder      | Dinheiro   | Individual | c/ Musso    |
| 4ª   | Mehgan        | Poder        | Poder      | Poder        | Poder      | Poder      | Individual |             |
| 5º   | Derrick       | Poder        | Poder      | Dinheiro     | Dinheiro   | Poder      |            |             |
| 6ª   | Nikki         | Dinheiro     | Dinheiro   | Dinheiro     | Dinheiro   |            |            |             |
| 7º   | Musso         | Poder        | Poder      | Poder        |            |            |            |             |
| 8ª   | Jennifer      | Dinheiro     | Poder      | Poder        |            |            |            |             |
| 9º   | Dajuan        | Poder        | Dinheiro   |              |            |            |            |             |
| 10ª  | Rebecca       | Poder        | Dinheiro   |              |            |            |            |             |
| 11ª  | Precious      | Dinheiro     |            |              |            |            |            |             |
| 12º  | Nima          | Dinheiro     |            |              |            |            |            |             |
| 13º  | Nathan        | Poder        |            |              |            |            |            |             |
| 14ª  | Joanna        | Dinheiro     |            |              |            |            |            |             |